# Јошаница (Сокобања)
Јошаница је насеље у Србији у општини Сокобања у Зајечарском округу. Према попису из 2022. било је 499 становника (Према попису из 2011. било је 898 становника)
У насељу постоје извори минералне воде па је насеље познато и као Бања Јошаница.

## Демографија
У насељу Јошаница живи 759 пунолетних становника, а просечна старост становништва износи 48,9 година (46,1 код мушкараца и 51,3 код жена). У насељу има 273 домаћинства, а просечан број чланова по домаћинству је 3,29. (Према попису становништва из 2011, године)
Ово насеље је великим делом насељено Србима (према попису из 2002. године).
|  |

| Демографија | Демографија | Демографија |
| Година      | Становника  | Становника  |
| ----------- | ----------- | ----------- |
| 1948.       | 1.587       |             |
| 1953.       | 1.573       |             |
| 1961.       | 1.588       |             |
| 1971.       | 1.654       |             |
| 1981.       | 1.595       |             |
| 1991.       | 1.422       | 1.069       |
| 2002.       | 898         | 1.161       |
| 2011.       | 898         |             |
| 2022.       | 499         |             |

| Етнички састав према попису из 2002.‍ | Етнички састав према попису из 2002.‍ | Етнички састав према попису из 2002.‍ | Етнички састав према попису из 2002.‍ | Етнички састав према попису из 2002.‍ |
| ------------------------------------ | ------------------------------------ | ------------------------------------ | ------------------------------------ | ------------------------------------ |
|                                      |                                      |                                      |                                      |                                      |
| Срби                                 | Срби                                 |                                      | 892                                  | 99,33%                               |
| Хрвати                               | Хрвати                               |                                      | 1                                    | 0,11%                                |
| Румуни                               | Румуни                               |                                      | 1                                    | 0,11%                                |
| Власи                                | Власи                                |                                      | 1                                    | 0,11%                                |
| непознато                            | непознато                            |                                      | 0                                    | 0,0%                                 |

| Година пописа     | 1948. | 1953. | 1961. | 1971. | 1981. | 1991. | 2002. |
| ----------------- | ----- | ----- | ----- | ----- | ----- | ----- | ----- |
| Број домаћинстава | 325   | 326   | 336   | 358   | 374   | 336   | 273   |

| Број чланова      | 1  | 2  | 3  | 4  | 5  | 6  | 7  | 8 | 9 | 10 и више | Просек |
| ----------------- | -- | -- | -- | -- | -- | -- | -- | - | - | --------- | ------ |
| Број домаћинстава | 46 | 78 | 48 | 37 | 17 | 23 | 16 | 5 | 2 | 1         | 3,29   |

| Пол    | Укупно | Неожењен/Неудата | Ожењен/Удата | Удовац/Удовица | Разведен/Разведена | Непознато |
| ------ | ------ | ---------------- | ------------ | -------------- | ------------------ | --------- |
| Мушки  | 357    | 51               | 257          | 36             | 11                 | 2         |
| Женски | 420    | 37               | 263          | 98             | 20                 | 2         |
| УКУПНО | 777    | 88               | 520          | 134            | 31                 | 4         |

| Пол    | Укупно                    | Пољопривреда, лов и шумарство | Рибарство                            | Вађење руде и камена | Прерађивачка индустрија       |
| ------ | ------------------------- | ----------------------------- | ------------------------------------ | -------------------- | ----------------------------- |
| Мушки  | 236                       | 189                           | 0                                    | 3                    | 2                             |
| Женски | 229                       | 195                           | 0                                    | 0                    | 0                             |
| УКУПНО | 465                       | 384                           | 0                                    | 3                    | 2                             |
| Пол    | Производња и снабдевање   | Грађевинарство                | Трговина                             | Хотели и ресторани   | Саобраћај, складиштење и везе |
| Мушки  | 1                         | 0                             | 6                                    | 2                    | 3                             |
| Женски | 1                         | 1                             | 5                                    | 1                    | 0                             |
| УКУПНО | 2                         | 1                             | 11                                   | 3                    | 3                             |
| Пол    | Финансијско посредовање   | Некретнине                    | Државна управа и одбрана             | Образовање           | Здравствени и социјални рад   |
| Мушки  | 0                         | 0                             | 4                                    | 1                    | 3                             |
| Женски | 0                         | 0                             | 2                                    | 4                    | 8                             |
| УКУПНО | 0                         | 0                             | 6                                    | 5                    | 11                            |
| Пол    | Остале услужне активности | Приватна домаћинства          | Екстериторијалне организације и тела | Непознато            | Непознато                     |
| Мушки  | 2                         | 0                             | 0                                    | 20                   | 20                            |
| Женски | 0                         | 0                             | 0                                    | 12                   | 12                            |
| УКУПНО | 2                         | 0                             | 0                                    | 32                   | 32                            |

## Галерија
- Црква
- Црква
- Воденица Лазића из 1888. године ,Воденица Лазића, Бања Јошаница
- Воденица из 1888. године
- Јошаничка река
- Јошаничка река
- Блажена стена у подруму куће деда Илије
- Блажена стена у подруму куће деда Илије
- Извор стомачне и гвоздене воде
- Извор сумпорне и гвоздене воде
- Извор сумпорне и гвоздене воде
- Црква Успења Богородице